# براین کمپ
براین کٍمپ (انگلیسی: Brian Kemp؛ زادهٔ ۲ نوامبر ۱۹۶۳) فرماندار جرجیا است. او از ۲۰۱۰ تا ۲۰۱۸ وزیر دولت جرجیا بوده‌است. کمپ در انتخابات سال ۲۰۱۸ بر رقیب دمکرات خود استیسی ایبرامز غلبه کرد.